# Estee Chandler
Estee Chandler (* 1. Oktober 1964 in Tarzana, Los Angeles, Kalifornien) ist eine US-amerikanische Schauspielerin.

## Leben
Chandler spielte 1985 die Leinwandrollen der Cindy in Robert Vincent O’Neills Kriminalfilm Angel kehrt zurück und der Heather in John Boormans Abenteuerfilm Der Smaragdwald sowie die Sharon Ryder in dem Fernsehfilm Die feindlichen Zwillinge. 1987 trat sie als Nicki in Christopher Leitchs Fantasy-Komödie Teenwolf II in Erscheinung. Ihren letzten Auftritt als Schauspielerin hatte sie 1990 in Jordan Alans Kinodrama Die letzte Party. Sie war in den Fernsehserien CBS Schoolbreak Special (1984), Otherworld (1985), Wer ist hier der Boss? (1988) und als Oliana Mirren in der 1988 veröffentlichten Folge Prüfungen von Raumschiff Enterprise – Das nächste Jahrhundert zu sehen.
An den Filmen Pleasantville – Zu schön, um wahr zu sein aus dem Jahr 1998 und Team America von 2004 betätigte sie sich zudem als Produzentin für visuelle Effekte.

## Filmografie
- 1983: Jack Dempsey – Ein Mann wird zur Legende (Dempsey, Fernsehfilm)
- 1984: CBS Schoolbreak Special (Fernsehserie, eine Folge)
- 1985: Angel kehrt zurück (Avenging Angel)
- 1985: Der Smaragdwald (The Emerald Forest)
- 1985: Die feindlichen Zwillinge (Brotherly Love, Fernsehfilm)
- 1985: Otherworld (Fernsehserie, eine Folge)
- 1986: Wisdom – Dynamit und kühles Blut (Wisdom, Fernsehfilm)
- 1987: Teenwolf II (Teen Wolf Too)
- 1988: Wer ist hier der Boss? (Who’s the Boss?, Fernsehserie, eine Folge)
- 1988: Raumschiff Enterprise – Das nächste Jahrhundert (Star Trek: The Next Generation, Fernsehserie, Folge 1x19: Prüfungen)
- 1990: Die letzte Party (Terminal Bliss)
- 1998: Pleasantville – Zu schön, um wahr zu sein (Pleasantville, als Produzentin für visuelle Effekte)
- 2004: Team America (Team America: World Police, als Produzentin für visuelle Effekte)